# Dragon Ball FighterZ
Dragon Ball FighterZ (ドラゴンボール ファイターズ?, Doragon Bōru Faitāzu) è un videogioco picchiaduro 2D sviluppato da Arc System Works e pubblicato da Bandai Namco, basato sul franchise di Dragon Ball, ed è stato pubblicato il 26 gennaio 2018 internazionalmente e il 1º febbraio 2018 in Giappone per PlayStation 4, Xbox One e Microsoft Windows. Durante il Nintendo Direct dell'E3 2018, è stata confermata la sua uscita per Nintendo Switch entro la fine del 2018, avvenuta il 27 settembre. Successivamente è uscito come aggiornamento next-gen il 29 febbraio 2024 per PlayStation 5 e Xbox Series X.
Il titolo distribuito da Bandai Namco ha venduto oltre 8 milioni di copie, piazzandosi tra i giochi più venduti del 2018 e registrando vendite costanti fino alla fine del supporto post-lancio, nel mese di agosto 2022.

## Modalità di gioco
Il gioco segue le meccaniche della serie Marvel vs. Capcom in termini di controlli e squadre. Ogni giocatore sceglie tre personaggi che formano una squadra. È possibile far combattere un giocatore alla volta e usare i compagni per attacchi assistiti (come in Dragon Ball Z: Extreme Butōden e Dragon Ball Z: Supersonic Warriors 2). Per vincere è necessario mandare KO tutti i personaggi della squadra avversaria.
Sono disponibili varie modalità di gioco:
- Storia: in cui si può rivivere la storia originale di Dragon Ball FighterZ. Si può esplorare la mappa, sconfiggere i nemici e procedere nella storia.
- Allenamento: dove si potrà perfezionare le proprie abilità di battaglia.
- Arcade: in cui è possibile scegliere uno dei tre percorsi e completare tutti i livelli.
- Battaglia locale: qui ci si può cimentare in battaglie VS e battaglie del torneo, scegliendo tra varie impostazioni.
- Replay: in cui è possibile guardare uno dei canali replay, oppure visualizzare i replay salvati in locale.
- Negozio: in cui si può acquistare una Capsula Z o acquistare del contenuto scaricabile.
- Incontro mondiale: dove ci si può collegare con altri giocatori in tutto il mondo, dov'è possibile scegliere tra gli incontro classificati o semplici.
- Incontro nell'arena: dove si potrà sfidare altri giocatori nella sala d'attesa o assistere allo scontro tra altri giocatori.
- Classifiche: qui si potranno visualizzare le classifiche dei PB totali o di quelle delle vittorie mensili.
- Incontro di gruppo +: si tratta di battaglie 3 vs 3 tra membri selezionati a caso, utilizzando un personaggio per giocatore.
- Unione Z +: qui è possibile trovare le Unioni Z, club speciali per appassionati di Dragon Ball, dove si potrà mostrare il proprio supporto per il proprio personaggio preferito, entrando nella sua unione, e venendo premiati se ci si resta abbastanza a lungo.
- Modalità torneo +: dove si può prendere parte a diversi tipi di torneo che si potrà ricevere delle preziose ricompense, se si riuscirà a vincerli.
- Stanza dei Trofei Z +: qui si potrà mettere in mostra i Trofei Z che si è ottenuti e personalizzarle anche con Personaggio sala, e visitare le stanze degli altri giocatori.
- Modalità Campo Scuola +: qui si potrà partecipare a tanti esercizi di allenamento che aiuteranno a migliorare le proprie capacità.

## Trama
L'Androide N° 16 torna misteriosamente in vita e dei cloni con l'aspetto dei protagonisti e antagonisti del mondi di Dragon Ball stanno attaccando la Terra. Una misteriosa scienziata, Androide N° 21 (人造人間２１号?, Jinzō ningen nijūichi-gō), sembra essere dietro a tutto ciò. La storia è divisa in tre archi distinti: l'Arco super guerriero, in cui Goku e i suoi amici sono i protagonisti, l'Arco guer. nemico, nel quale i protagonisti sono Freezer e Cell, e l'Arco Androide N° 21, dove i protagonisti sono gli androidi Nº 18 e N° 16; in quest'ultimo arco si scopre il vero e proprio finale e, nel frattempo, si scoprono maggiori dettagli sulla storia e sugli obiettivi di Androide N° 21.

## Personaggi giocabili
| Personaggio            | Forza | Velocità | Portata | Tecnica | Energia | Facilità d'uso |
| ---------------------- | ----- | -------- | ------- | ------- | ------- | -------------- |
| Goku (Super Saiyan)    | S     | B        | A       | A       | A       | SS             |
| Vegeta (Super Saiyan)  | A     | A        | B       | A       | S       | SS             |
| Trunks                 | A     | A        | S       | S       | B       | S              |
| Gohan (ragazzo)        | SS    | S        | C       | B       | A       | S              |
| Freezer                | A     | A        | A       | S       | S       | A              |
| Majin Bu               | S     | C        | S       | S       | S       | A              |
| Cell                   | S     | A        | S       | A       | A       | S              |
| Crilin                 | B     | A        | C       | S       | A       | S              |
| Piccolo                | A     | B        | S       | S       | A       | A              |
| Androide N° 16         | S     | C        | S       | B       | A       | S              |
| Androide N° 18         | A     | A        | B       | A       | A       | S              |
| Goku (SSGSS)           | S     | SS       | A       | S       | B       | S              |
| Vegeta (SSGSS)         | SS    | S        | B       | A       | S       | S              |
| Yamcha                 | B     | S        | B       | A       | B       | S              |
| Tenshinhan             | A     | A        | A       | A       | B       | S              |
| Nappa                  | S     | C        | S       | A       | B       | A              |
| Capitano Ginew         | S     | B        | A       | S       | B       | A              |
| Gotenks                | A     | S        | C       | A       | S       | S              |
| Gohan (adulto)         | A     | S        | A       | S       | B       | S              |
| Kid Bu                 | S     | S        | A       | S       | S       | A              |
| Bills                  | S     | S        | A       | SS      | SS      | S              |
| Hit                    | S     | SS       | A       | S       | C       | A              |
| Black Goku             | A     | S        | S       | A       | S       | S              |
| Androide N° 21         | B     | A        | S       | S       | B       | S              |
| Personaggi DLC         |       |          |         |         |         |                |
| Bardak                 | S     | S        | B       | C       | A       | S              |
| Broly                  | SS    | C        | SS      | B       | S       | S              |
| Zamasu (Fusion)        | S     | S        | A       | SS      | S       | B              |
| Vegeth (SSGSS)         | S     | S        | A       | S       | SS      | SS             |
| Goku                   | B     | A        | A       | A       | A       | S              |
| Vegeta                 | A     | A        | B       | S       | B       | S              |
| Cooler                 | S     | A        | S       | B       | B       | S              |
| Androide N° 17         | A     | S        | B       | A       | A       | S              |
| Jiren                  | SS    | S        | S       | A       | S       | A              |
| Videl                  | B     | A        | B       | A       | C       | S              |
| Goku (GT)              | A     | S        | A       | S       | A       | S              |
| Janenba                | S     | A        | S       | SS      | S       | A              |
| Gogeta (SSGSS)         | SS    | A        | A       | S       | SS      | SS             |
| Broly (DBS)            | SS    | C        | SS      | S       | SS      | S              |
| Kefla                  | S     | S        | A       | B       | S       | SS             |
| Goku (Ultra Istinto)   | SS    | SS       | A       | SS      | SS      | A              |
| Maestro Muten          | B     | A        | A       | S       | A       | B              |
| Super Baby 2           | S     | A        | S       | S       | S       | S              |
| Gogeta (SS4)           | SS    | SS       | A       | A       | SS      | S              |
| Androide N°21 (camice) | B     | A        | A       | A       | B       | SS             |

### Legenda
le varie lettere o ★ inserite nelle statistiche, indicano il grado delle rispettive caratteristiche di ogni personaggio.
Le lettere nelle statistiche di Forza, Velocità, Portata, Tecnica ed Energia indicano i valori della loro efficacia di uno specifico personaggio:
- C = 1/5
- B = 2/5
- A = 3/5
- S = 4/5
- SS = 5/5

La lettera nella statistica della Facilità d'uso indica il valore della semplicità nell'utilizzo, sempre di uno specifico personaggio:
- C = ★☆☆☆☆
- B = ★★☆☆☆
- A = ★★★☆☆
- S = ★★★★☆
- SS = ★★★★★

## Colonna sonora
1. Title ~Dragon Ball FighterZ~ - 2:09
2. Main Menu - 4:41
3. Lobby - 5:56
4. Character Select - 4:23
5. Arcade - 4:34
6. Versus - 1:32
7. World Tournament Arena - 5:42
8. West City - 6:17
9. West City (Destroyed) - 5:58
10. Wasteland - 6:04
11. Islands - 6:02
12. Main Menu (Alternate ver.) - 5:04
13. Battle Select - 3:23
14. Raid - 6:38
15. Shuffle - 6:01
16. Cell Games Arena - 6:13
17. Rocky Field - 6:03
18. Underground Lake - 6:06
19. Planet Namek - 6:06
20. Planet Namek (Destroyed) - 6:17
21. Space - 6:04
22. Land of the Kai’s - 6:23
23. Results - 1:25
24. Goku's Theme - 5:21
25. Gohan's Theme - 5:29
26. Krillin's Theme - 5:22
27. Piccolo's Theme - 5:48
28. Vegeta's Theme - 4:58
29. Yamcha's Theme - 4:48
30. Tien's Theme - 4:52
31. Nappa's Theme - 4:18
32. Captain Ginyu's Theme - 4:58
33. Frieza's Theme - 5:18
34. Trunks' Theme - 4:55
35. Android 18's Theme - 5:49
36. Android 16's Theme - 4:45
37. Cell's Theme - 5:11
38. Buu's Theme - 5:14
39. Gotenks' Theme - 5:03
40. Goku Black's Theme - 5:32
41. Hit's Theme - 5:15
42. Beerus' Theme - 5:18
43. Android 21's Theme - 6:12
44. Opening - 1:33
45. Synopsis - 4:29
46. Conversation - 3:49
47. Determination - 4:39
48. Comedy - 4:10
49. Anxiety - 4:24
50. Spirit - 4:25
51. Justice - 4:13
52. Evil - 3:19
53. Devastation - 4:37
54. Rage - 4:48
55. Confrontation - 3:38
56. Theme of Android 21 (Evil) - 6:12
57. Theme of Android 21 (Good Vs. Evil) - 6:05
58. Ending - 4:29
59. Staff Roll - 5:06
60. Game Over - 0:11
61. Opening (Short ver.) - 0:47

## Doppiaggio
| Personaggio       | Doppiatore originale        | Doppiatore americano       |
| ----------------- | --------------------------- | -------------------------- |
| Goku              | Masako Nozawa               | Sean Schemmel              |
| Gohan (adulto)    | Masako Nozawa               | Kyle Hebert                |
| Gohan (ragazzo)   | Masako Nozawa               | Colleen Clinkenbeard       |
| Goten             | Masako Nozawa               | Kara Edwards               |
| Black Goku        | Masako Nozawa               | Sean Schemmel              |
| Vegeta            | Ryō Horikawa                | Christopher Sabat          |
| Crilin            | Mayumi Tanaka               | Sonny Strait               |
| Piccolo           | Toshio Furukawa             | Christopher Sabat          |
| Yamcha            | Tōru Furuya                 | Christopher Sabat          |
| Tenshinhan        | Hikaru Midorikawa           | John Burgmeier             |
| Androide Nº 16    | Hikaru Midorikawa           | Jeremy Hinman              |
| Trunks            | Takeshi Kusao               | Eric Vale                  |
| Trunks (bambino)  | Takeshi Kusao               | Alexis Tipton              |
| Nappa             | Tetsu Inada                 | Phil Parsons               |
| Freezer           | Ryūsei Nakao                | Daman Mills                |
| Ginew             | Katsuyuki Konishi           | R. Bruce Elliot            |
| Cell              | Norio Wakamoto              | Dameon Clark               |
| Androide Nº 18    | Miki Itō                    | Meredith McCoy             |
| Majin Bu/Kid Bu   | Kozo Shioya                 | Josh Martin                |
| Bills             | Kōichi Yamadera             | Jason Douglas              |
| Hit               | Kazuhiro Yamaji             | Matthew Mercer             |
| Zamasu            | Shin-ichiro Miki            | Sam Majesters              |
| Jiaozi            | Hiroko Emori                | Brina Palencia             |
| Saibaiman         | Yusuke Numata               | John Burgmeier             |
| Sorbet            | Shirō Saitō                 | Jeremy Schwartz            |
| Guldo             | Yasuhiro Takato             | Greg Ayers                 |
| Rekoom            | Seiji Sasaki                | Christopher Sabat          |
| Burter            | Masaya Onosaka              | Christopher Sabat          |
| Jeeth             | Daisuke Kishio              | Christopher Sabat          |
| Androide Nº 17    | Shigeru Nakahara            | Chuck Huber                |
| Whis              | Masakazu Morita             | Ian Sinclair               |
| Bulma             | Hiromi Tsuru                | Monica Rial                |
| Kaiohshin         | Shinichiro Ota              | Kent Williams              |
| Vecchio Kaioh     | Ryoichi Tanaka              | Kent Williams              |
| Shenron / Polunga | Ryuzaburou Ohtomo           | Christopher Sabat          |
| Presentatore      | Tamotsu Nishiwaki           | Eric Vale                  |
| Gotenks           | Masako Nozawa Takeshi Kusao | Alexis Tipton Kara Edwards |
| Androide Nº 21    | Houko Kuwashima             | Jeannie Tirado             |

## Pubblicazione

### CollectorZ Edition
Contiene il gioco base, un diorama di Goku da 18 cm, tre art board e uno steelbook, raccolti in un cofanetto.

### Edizioni digitali
Standard Edition
Include il gioco.
FighterZ Edition
Include il gioco e FighterZ Pass, che aggiunge 8 nuovi potenti personaggi.
Ultimate Edition
- Il gioco
- FighterZ Pass (8 nuovi personaggi)
- Pacchetto musicale Anime (disponibile dal 1º marzo 2018)
- Pacchetto vocale commentatore (disponibile dal 15 aprile 2018)

Bonus pre-ordine
- Sblocco anticipato di Goku (SSGSS), Vegeta (SSGSS) e Androide N° 21 come personaggi giocabili
- Goku (SSGSS) e Vegeta (SSGSS) come esclusivi avatar per la lobby

## Contenuti aggiuntivi
| Nome                                                      | Data di uscita    | Descrizione | Stagione                               |
| --------------------------------------------------------- | ----------------- | --- | -------------------------------------- |
| DRAGON BALL FIGHTERZ - SSGSS Goku and SSGSS Vegeta Unlock | 26 gennaio 2018   | Contiene lo sblocco anticipato di Goku (SSGSS) e Vegeta (SSGSS) come personaggi giocabili. | -                                      |
| DRAGON BALL FIGHTERZ - SSGSS Lobby Avatars                | 26 gennaio 2018   | Contiene Goku (SSGSS) e Vegeta (SSGSS) come esclusivi avatar per la lobby. | -                                      |
| DRAGON BALL FIGHTERZ - Anime Music Pack                   | 28 febbraio 2018  | Contiene 11 brani provenienti dalla colonna sonora originale degli anime Dragon Ball, Dragon Ball Z e Dragon Ball GT (tra cui 'CHA-LA HEAD-CHA-LA' , 'WE GOTTA POWER' e altri). | -                                      |
| DRAGON BALL FIGHTERZ - Stamps: Girls Pack                 | 27 marzo 2018     | Contiene tre adesivi, dedicati a Bulma, Androide N° 18 e Androide N° 21. | -                                      |
| DRAGON BALL FIGHTERZ - Commentator Voice Pack             | 28 marzo 2018     | Contiene le voci di Androide N° 18, Chichi e Videl come commentatori del Canale replay. | -                                      |
| DRAGON BALL FIGHTERZ - Bardock                            | 28 marzo 2018     | Contiene un nuovo personaggio giocabile (Bardack), 5 colori della divisa, un avatar per la sala d'attesa e un adesivo Z di Bardack. | DRAGON BALL FIGHTERZ - FighterZ Pass   |
| DRAGON BALL FIGHTERZ - Broly                              | 28 marzo 2018     | Contiene un nuovo personaggio giocabile (Broly), 5 colori della divisa, un avatar per la sala d'attesa e un adesivo Z di Broly. | DRAGON BALL FIGHTERZ - FighterZ Pass   |
| DRAGON BALL FIGHTERZ - Zamasu (Fused)                     | 31 maggio 2018    | Comprende Zamasu (Fusion) come nuovo personaggio giocabile, 5 colori alternativi per la tenuta, avatar sala d'attesa Zamasu (Fusion) e adesivo Z Zamasu (Fusion). | DRAGON BALL FIGHTERZ - FighterZ Pass   |
| DRAGON BALL FIGHTERZ - Vegito (SSGSS)                     | 31 maggio 2018    | Comprende Vegeth (SSGSS) come nuovo personaggio giocabile, 5 colori alternativi per la tenuta, avatar sala d'attesa Vegeth (SSGSS) e adesivo Z Vegeth (SSGSS). | DRAGON BALL FIGHTERZ - FighterZ Pass   |
| DRAGON BALL FIGHTERZ - Goku                               | 8 agosto 2018     | Include Goku come nuovo personaggio giocabile, 5 colori alternativi per la sua divisa, avatar sala d'attesa Goku e adesivo Z Goku. | DRAGON BALL FIGHTERZ - FighterZ Pass   |
| DRAGON BALL FIGHTERZ - Vegeta                             | 8 agosto 2018     | Include Vegeta come nuovo personaggio giocabile, 5 colori alternativi per la sua divisa, avatar sala d'attesa Vegeta e adesivo Z Vegeta. | DRAGON BALL FIGHTERZ - FighterZ Pass   |
| DRAGON BALL FIGHTERZ - Cooler                             | 27 settembre 2018 | Include Cooler come nuovo personaggio giocabile, 5 nuovi colori alternativi per la sua divisa, avatar sala d'attesa Cooler e adesivo Z Cooler. | DRAGON BALL FIGHTERZ - FighterZ Pass   |
| DRAGON BALL FIGHTERZ - Android 17                         | 27 settembre 2018 | Include Androide N° 17 come nuovo personaggio giocabile, 5 nuovi colori alternativi per la sua divisa, avatar sala d'attesa Androide N° 17 e adesivo Z Androide N° 17. | DRAGON BALL FIGHTERZ - FighterZ Pass   |
| DRAGON BALL FIGHTERZ - Anime Music Pack 2                 | 29 novembre 2018  | Contiene nuove canzoni nelle rispettive versioni ridotte (CHOUZETSU DYNAMIC! by Kazuya Yoshii, GENKAI TOPPA SURVIVOR by Kiyoshi Hikawa, YOKA YOKA DANCE by Batten Showjo Tai, HERO KIBOU NO UTA by FLOW, DRAGON SOUL by Takayoshi Tanimoto, UNMEINO HI TAMASHII VS TAMASHII by Hironobu Kageyama, KYUUKYOKUNO BATTLE, Moetsukiro!! Nessen Ressen Chougekisen, SHI O YOBU CELL GAME, TENKA WAKEMENO CHOUKESSEN!! e DRAGON BALL Z). | -                                      |
| DRAGON BALL FIGHTERZ - Jiren                              | 31 gennaio 2019   | Include Jiren come nuovo personaggio giocabile, 5 nuovi colori alternativi per la sua divisa, avatar sala d'attesa Jiren e adesivo Z Jiren. | DRAGON BALL FIGHTERZ - FighterZ Pass 2 |
| DRAGON BALL FIGHTERZ - Videl                              | 31 gennaio 2019   | Include Videl come nuovo personaggio giocabile, 5 nuovi colori alternativi per la sua divisa, avatar sala d'attesa Videl e adesivo Z Videl. | DRAGON BALL FIGHTERZ - FighterZ Pass 2 |
| DRAGON BALL FIGHTERZ - Goku (GT)                          | 9 maggio 2019     | Include Goku (GT) come nuovo personaggio giocabile, 5 nuovi colori alternativi per la sua divisa, avatar sala d'attesa Goku (GT) e adesivo Z Goku (GT). | DRAGON BALL FIGHTERZ - FighterZ Pass 2 |
| DRAGON BALL FIGHTERZ - Commentator Voice Pack 2           | 9 maggio 2019     | Include le voci di Androide N° 17, Trunks e Zamasu (Fusion) come commentatori del Canale replay. | DRAGON BALL FIGHTERZ - FighterZ Pass 2 |
| DRAGON BALL FIGHTERZ - Commentator Voice Pack 3           | 9 maggio 2019     | Include le voci di N° 21 (buona) e N° 21 (malvagia) come commentatori del Canale replay. | DRAGON BALL FIGHTERZ - FighterZ Pass 2 |
| DRAGON BALL FIGHTERZ - Commentator Voice Pack 4           | 9 maggio 2019     | Include le voci di Bills e Whis come commentatori del Canale replay. | DRAGON BALL FIGHTERZ - FighterZ Pass 2 |
| DRAGON BALL FIGHTERZ - Janemba                            | 8 agosto 2019     | Include Janenba come nuovo personaggio giocabile, 5 colori alternativi per la sua divisa, avatar sala d'attesa Janenba e adesivo Z Janenba. | DRAGON BALL FIGHTERZ - FighterZ Pass 2 |
| DRAGON BALL FIGHTERZ - Gogeta (SSGSS)                     | 26 settembre 2019 | Include Gogeta (SSGSS) come nuovo personaggio giocabile, 5 nuovi colori alternativi per la sua divisa, avatar sala d'attesa Gogeta (SSGSS) e adesivo Z Gogeta (SSGSS). | DRAGON BALL FIGHTERZ - FighterZ Pass 2 |
| DRAGON BALL FIGHTERZ - Broly (DBS)                        | 5 dicembre 2019   | Include Broly (DBS) come nuovo personaggio giocabile, 5 colori diversi per la sua divisa, avatar sala d'attesa Broly (DBS) e adesivo Z Broly (DBS). | DRAGON BALL FIGHTERZ - FighterZ Pass 2 |
| DRAGON BALL FIGHTERZ - Kefla                              | 28 febbraio 2020  | Include Kefla come personaggio giocabile, colori alternativi per la sua divisa, avatar sala d'attesa Kefla e adesivo Z Kefla. | DRAGON BALL FIGHTERZ - FighterZ Pass 3 |
| DRAGON BALL FIGHTERZ - Goku (Ultra Instinct)              | 22 maggio 2020    | Include Goku (Ultra Istinto) come nuovo personaggio giocabile, 5 colori alternativi per la sua divisa, avatar sala d'attesa Goku (Ultra Istinto) e adesivo Z Goku (Ultra Istinto). | DRAGON BALL FIGHTERZ - FighterZ Pass 3 |
| DRAGON BALL FIGHTERZ - Master Roshi                       | 18 settembre 2020 | Include Maestro Muten come nuovo personaggio giocabile, 5 colori diversi per la sua divisa, avatar sala d'attesa Maestro Muten e adesivo Z Maestro Muten. | DRAGON BALL FIGHTERZ - FighterZ Pass 3 |
| DRAGON BALL FighterZ - Super Baby 2                       | 15 gennaio 2021   | Include Super Baby 2 come nuovo personaggio giocabile, 5 colori diversi per la sua divisa, avatar sala d'attesa Super Baby 2 e adesivo Z Super Baby 2. | DRAGON BALL FIGHTERZ - FighterZ Pass 3 |
| DRAGON BALL FIGHTERZ - Gogeta (SS4)                       | 12 marzo 2021     | Include Gogeta (SS4) come nuovo personaggio giocabile, 5 nuovi colori alternativi per la sua divisa, avatar sala d'attesa Gogeta (SS4) e adesivo Z Gogeta (SS4). | DRAGON BALL FIGHTERZ - FighterZ Pass 3 |
| DRAGON BALL FIGHTERZ - Android 21 (Lab Coat)              | 24 febbraio 2022  | Include Androide N° 21 (camice) come nuovo personaggio giocabile, 5 colori alternativi per la sua divisa, avatar sala d'attesa di Androide N° 21 (camice) e adesivo Z di Androide N° 21 (camice). | -                                      |

## Accoglienza

### Critica
| Testata                         | Versione | Giudizio |
| ------------------------------- | -------- | -------- |
| Metacritic (media al 25-9-2018) | PC       | 85/100   |
| Metacritic (media al 25-9-2018) | PS4      | 87/100   |
| Metacritic (media al 25-9-2018) | XONE     | 86/100   |
| Metacritic (media al 25-9-2018) | NS       | 88/100   |
| Destructoid                     | -        | 8,5/10   |
| EGM                             | -        | 9/10     |
| Famitsū                         | -        | 36/40    |
| Game Informer                   | -        | 9.25/10  |
| Game Revolution                 | -        | 4/5      |
| GameSpot                        | -        | 9/10     |
| GamesRadar+                     | -        | 4/5      |
| IGN                             | -        | 8,5/10   |
| Nintendo Life                   | -        | 9/10     |
| Nintendo World Report           | -        | 9/10     |
| PC Gamer (UK)                   | -        | 83%      |
| Polygon                         | -        | 8,5/10   |
| VideoGamer.com                  | -        | 8/10     |
| Hardcore Gamer                  | -        | 4,5/5    |
| HobbyConsolas                   | -        | 91%      |
| Metro                           | -        | 9/10     |
| Slant Magazine                  | -        | 4,5/5    |
| The Games Machine               | -        | 9/10     |
| 3DJuegos                        | -        | 9/10     |
| Area Jugones                    | -        | 8,5/10   |
| Atomix                          | -        | 86/100   |
| Critical Hit                    | -        | 9/10     |
| MeriStation                     | -        | 9.2/10   |
| Vandal                          | -        | 9/10     |
| Play Gen                        | -        | 95/100   |
| Multiplayer.it                  | -        | 9/10     |

Dopo il suo annuncio, Dragon Ball FighterZ ha ricevuto un grande entusiasmo sia dai fan di Dragon Ball che dei picchiaduro. Il gioco è stato lodato per il suo design artistico, le sue meccaniche di gioco e la fedeltà alla serie anime e manga. La prima demo è uscita alla Evolution Championship Series 2017, dove si è disputato un torneo nel quale i partecipanti hanno auto modo di constatare la versatilità degli stili di gioco e il godimento in generale.
Il gioco è stato accolto positivamente dalla critica, che ne hanno lodato lo stile artistico, il gameplay, i personaggi giocabili e la modalità storia. Molti lo hanno ritenuto il miglior gioco di Dragon Ball, e uno dei migliori picchiaduro del momento. La connessione online è forse, invece, l'aspetto più criticato nel gioco.

### Vendite
Il gioco ha venduto oltre due milioni di copie nella sua prima settimana, diventando il gioco di Dragon Ball più venduto. Il gioco detiene anche il maggior numero di concorrenti su picchiaduro su Steam.
Ha raggiunto il secondo posto nelle classifiche britanniche, australiane, neozelandesi e statunitensi, in tutti i casi preceduto da Monster Hunter: World. È sempre arrivato secondo dietro a Monster Hunter: World in Giappone con 68 731 copie vendute nella sua prima settimana d'uscita. Nell'ottobre 2018, ha venduto oltre 3 milioni e mezzo di copie in tutto il mondo.
Alla fine del marzo 2019, il gioco ha raggiunto oltre le 4 milioni di copie vendute.

### Premi
| Anno | Premio                                                | Categoria                                    | Risultato       | Nota          |
| ---- | ----------------------------------------------------- | -------------------------------------------- | --------------- | ------------- |
| 2017 | Game Critics Awards                                   | Best Original Game                           | Candidato/a     | [ 54 ] [ 55 ] |
| 2017 | Game Critics Awards                                   | Best Fighting Game                           | Vincitore/trice | [ 54 ] [ 55 ] |
| 2017 | Gamescom                                              | Best Booth Award                             | Candidato/a     | [ 56 ]        |
| 2018 | Golden Joystick Awards                                | Best Visual Design                           | Candidato/a     | [ 57 ] [ 58 ] |
| 2018 | Golden Joystick Awards                                | Best Competitive Game                        | Candidato/a     | [ 57 ] [ 58 ] |
| 2018 | Golden Joystick Awards                                | eSports Game of the Year                     | Candidato/a     | [ 57 ] [ 58 ] |
| 2018 | The Game Awards                                       | Best Fighting Game                           | Vincitore/trice | [ 59 ] [ 60 ] |
| 2018 | Gamers' Choice Awards                                 | Fan Favorite Game                            | Candidato/a     | [ 61 ] [ 62 ] |
| 2018 | Gamers' Choice Awards                                 | Fan Favorite Fighting Game                   | Vincitore/trice | [ 61 ] [ 62 ] |
| 2018 | Gamers' Choice Awards                                 | Fan Favorite eSports Game                    | Candidato/a     | [ 61 ] [ 62 ] |
| 2018 | Titanium Awards                                       | Best Fighting Game                           | Vincitore/trice | [ 63 ]        |
| 2018 | Australian Games Awards                               | Sports, Racing or Fighting Title of the Year | Candidato/a     | [ 64 ]        |
| 2019 | New York Game Awards                                  | Raging Bull Award for Best Fighting Game     | Candidato/a     | [ 65 ]        |
| 2019 | D.I.C.E. Awards                                       | Fighting Game of the Year                    | Candidato/a     | [ 66 ]        |
| 2019 | National Academy of Video Game Trade Reviewers Awards | Game, eSports                                | Candidato/a     | [ 67 ] [ 68 ] |
| 2019 | National Academy of Video Game Trade Reviewers Awards | Game, Franchise Fighting                     | Vincitore/trice | [ 67 ] [ 68 ] |
| 2019 | SXSW Gaming Awards                                    | Excellence in Animation                      | Candidato/a     | [ 69 ]        |
| 2019 | SXSW Gaming Awards                                    | Excellence in Convergence                    | Candidato/a     | [ 69 ]        |
| 2019 | SXSW Gaming Awards                                    | Most Promising New eSports Game              | Candidato/a     | [ 69 ]        |
| 2019 | Italian Video Game Awards                             | People's Choice                              | Candidato/a     | [ 70 ]        |